# Vodafone Chancen Stipendium
Vodafone Chancen war ein Stipendienprogramm der Vodafone Stiftung Deutschland. Es wurde 2006 aufgenommen und fördert Studenten mit Migrationshintergrund an insgesamt sechs privaten und zwölf öffentlichen Partnerhochschulen in Deutschland und Großbritannien. Die zuletzt etwa 60 Stipendiaten und Alumni haben einen Migrationshintergrund aus insgesamt 20 Ländern. Das Programm läuft seit November 2015 aus, es werden keine weiteren Stipendiaten mehr aufgenommen.

## Ziel
Ziel des Stipendiums war es, einen Beitrag zur Integration und zum sozialen Aufstieg durch Bildung zu leisten. Das Stipendium richtete sich ausdrücklich an Bewerber mit Migrationshintergrund, die sich erfolgreich für einen Platz an einer der Partnerhochschulen beworben hatten. Neues Ziel des Stipendienprogramms ist es, das Alumni-Netzwerk zu pflegen.

## Partnerhochschulen
Seit dem Wintersemester 2014/15 waren neben den sechs privaten Hochschulen erstmals auch öffentliche Hochschulen Partner der Stiftung. Studierende konnten aus einem breiteren Angebot an förderfähigen Studiengängen auswählen (zum Beispiel Ingenieurwissenschaften, Politikwissenschaften und Rechtswissenschaften). Das Stipendienprogramm unterhielt Partnerschaften mit folgenden Hochschulen:
- Albert-Ludwigs-Universität Freiburg in Freiburg
- Bucerius Law School in Hamburg
- EBS in Oestrich-Winkel
- HFF München in München
- Imperial College London in London
- Jacobs University in Bremen
- LMU in München
- Ruprecht-Karls-Universität Heidelberg in Heidelberg
- RWTH Aachen in Aachen
- TU Dresden in Dresden
- TU München in München
- Universität Bayreuth in Bayreuth
- Universität Bonn in Bonn
- University of Cambridge in Cambridge
- Universität Mannheim in Mannheim
- University of Oxford in Oxford
- WHU in Vallendar
- Zeppelin University in Friedrichshafen

## Aufnahmekriterien und Bewerbungsverfahren
Unabhängig von Nationalität, Aufenthaltsstatus und Art der Hochschulzugangsberechtigung konnten sich nur Studienanfänger bewerben, die folgende Aufnahmekriterien erfüllten:
- Die wirtschaftlichen Verhältnisse des Bewerbers lassen keine eigenständige Finanzierung des Studiums an der Partnerhochschule zu (BAföG-Berechtigung).
- hervorragende schulische Leistungen und exzellente Allgemeinbildung
- gesellschaftliches und soziales Engagement und überdurchschnittliche Leistungsbereitschaft und Zielstrebigkeit auch außerhalb der Schule
- Der Bewerber ist sich seiner besonderen Verantwortung bezüglich der Rolle und Funktion als Bildungsbotschafter und Multiplikator bewusst. Die Auseinandersetzung mit Migration und Integration bildet für ihn einen zentralen Schwerpunkt in seinen Engagement
- Der Bewerber ist bereit, sich zukünftig aktiv bei Rock Your Life oder einem gleichwertigen Projekt zu engagieren
- Der Bewerber erfüllt alle Zugangsvoraussetzungen der Partnerhochschule

## Leistungen

### Finanzielle Förderung
Der Stipendiat erhielt monatlich unabhängig von Hochschule und Studienfach einen fixen Betrag von 1000 €. In Großbritannien waren es monatlich 1500 €.

### Ideelle Förderung
Jedem Stipendiaten wurde zu Studienbeginn ein Mentor zur Seite gestellt. Dieser sollte den Stipendiaten als Vertrauensperson bei seinen Fragen und Problemen bezüglich des Studiums und später dem Eintritt in die Berufswelt mit seiner Erfahrung unterstützen.
Im Laufe des Studiums wurden die Stipendiaten von der Vodafone Stiftung regelmäßig zu Workshops, Seminaren und Bildungsreisen eingeladen. Diese umspannten ein breites Spektrum an Themen aus den Bereichen Kultur, soziales Engagement, Persönlichkeitsentwicklung und Social Entrepreneurship. Derartige Veranstaltungen fanden oft in Kooperation mit anderen Projekten der Vodafone Stiftung oder anderen Partnern, wie etwa der Klassik Stiftung Weimar, statt. Außerdem fand jährlich ein Stipendiatentreffen statt. Durch die Vernetzung der Vodafone Stiftung mit Partnern aus der Wirtschaft half sie den Stipendiaten bei Bedarf auch bei der Vermittlung von Praktika.
Stipendiaten erhielten im Rahmen eines Engagements bei ROCK YOUR LIFE! oder einem gleichwertigen Projekt die Möglichkeit, als Bildungsbotschafter einen wertvollen gesellschaftlichen Beitrag zur erfolgreichen Integration junger Menschen aus sozial benachteiligten Milieus zu leisten.

## Geschichte
Das Vodafone Chancen Stipendienprogramm wurde 2010 von der Standortinitiative der Bundesregierung, "Deutschland – Land der Ideen", als ein "Ausgewählter Ort" ausgezeichnet. Bis 2013 wurden jedes Jahr zehn Bewerber aufgenommen und ausschließlich Studien an privaten Hochschulen gefördert. Das Stipendium umfasste die gesamten Studiengebühren und weitere Leistungen. Damit war das Stipendium das höchstdotierte in Deutschland. Seit November 2015 werden keine neue Stipendiaten aufgenommen.